# Huntik: Secrets & Seekers
Huntik: Secrets & Seekers (ook kortweg bekend als Huntik) is een Italiaanse animatieserie, bedacht en geregisseerd door Iginio Straffi. De serie is een coproductie van Big Bocca Productions en Rainbow S.p.A. De serie wordt sinds 3 januari 2009 uitgezonden en telt 52 afleveringen. In Nederland was de serie in nagesynchroniseerde vorm te zien op Jetix. In maart 2012 verhuisde de serie naar Nickelodeon. De serie was later op Netflix beschikbaar.

## Verhaal
De serie draait om een groep van Seekers, die in opdracht van de Huntik Foundation de wereld afreizen op zoek naar oude amuletten, die elk een titan of legendarische titans bevatten. Deze titans werden eeuwen terug al eens gebruikt door mensen in de strijd tegen een bovennatuurlijk kwaad. Daarna werden de amuletten op de meest afgelegen plaatsen ter wereld verstopt.
De Seekers kunnen de gevonden amuletten gebruiken om zelf de titans op te roepen. Ze worden tegengewerkt door een Organisatie geleid door de Professor, die de titans wil gebruiken om de wereld te veroveren.
In seizoen 2 komt er een nieuwe vijand voor de Seekers, namelijk de kwaadaardige Blood Spirals (geleid door Rassimov, die eind seizoen 1 "verslagen" wordt door Dante). Maar het Huntikteam verslaat samen de Blood Spirals met de hulp van de Huntik Foundation en de Casterwills.

## Personages
- Lok Lambert (16) is een tiener en 1 van de hoofdpersonages van de serie. Zijn vader wordt al 10 jaar lang vermist en probeert hem daarom terug te vinden. Hij werd een Seeker, nadat hij het amulet van zijn vader (Kipperin) vind in een oude vaas. Lok heeft een typische houding, die de meeste tieners hebben. Verder is hij altijd enthousiast en nogal onhandig, en maakt het meeste gebruik van zijn intuïtie, die meestal ook nog eens klopt. Hij heeft een talent voor het oplossen van puzzels en raadsels. Hij is verliefd op zijn mede-Seeker Sophie Casterwill, die hem eerst niet zag staan. Hij en Sophie worden door de hele stad achtervolgt, tot ze worden opgesplitst en hij bij Dante terechtkomt. Lok is van Ierse afkomst, waar hij een onbezorgde jeugd had met zijn moeder en oudere zus Cathy. Enkele van zijn titans zijn Kipperin, Freelancer, Springer, Lindorm, Hoplite, Baseilard, Tao en Dendras.
- Dante Vale (24) is de nummer 1 Seeker van de Huntik Foundation. Hij staat ook wel bekend als de koning van de schatzoekers. Hij is erg atletisch en denkt als een detective (wat hij in het normale leven als baan heeft). Zijn amuletten geven hem bovenmenselijke kracht en snelheid. Hij is een soort oudere broer voor Lok. Hij heeft een goed gevoel voor humor, maar kan zo nodig ook serieus zijn. Hij voelt zich erg verantwoordelijk voor zijn team en beschermt hen, koste wat kost hen voor al het kwaad. Een van z'n goede vrienden is Metz, de leider van het Instituut, die overigens erg ziek is, en hij is vastbesloten om hem te genezen. Metz is ook degene die Dante heeft getraind als Seeker. Dante heeft gevoelens voor Zahlia, maar die blijken pas tijdens aflevering 17 naar voren te komen. Over zijn komaf is weinig bekend. Zijn titans zijn Caliban, Solwing, Metagolem, Freelancer, Ignatius, Hoplite, Behemoth, Red Searcher, Arch Warder en Ariel.
- Sophie Casterwill (16) is dapper en slim meisje van Lok's leeftijd. Ze is een echte boekenwurm en de laatste afstammeling van de Casterwill-familie, die eeuwen terug de Titans gebruikte (Casterwill is degene die de titans naar de aarde heeft gebracht, terwijl Sophie's familie naar hem is vernoemd. De reden dat dit gebeurde is zelfs voor haar een mysterie). Ze is al sinds haar geboorte opgevoed om een Seeker te worden, door haar bodyguard Santiago. Haar ouders stierven door een brand in hun oude huis in Frankrijk. Sophie vertrouwt Zhalia eerst niet en dat blijkt uiteindelijk ook terecht, maar nadat Zhalia voor hen opkwam, werd hun vriendschappelijke relatie wat minder negatief. Ze is eerst jaloers op Zhalia omdat ze veel met Dante omgaat, aangezien Sophie al sinds het begin een oogje op Dante heeft, maar na een tijdje verandert dat doordat ze gevoelens kweekt voor Lok, wat blijkt in aflevering 21. Zij is van Franse komaf. Haar titans zijn Sabriel, Icarus, Hoplite, Feyone en Albion.
- Zhalia Moon (20) is een harde, sarcastische en vooral mooie vrouw, die het liefst alleen werkt. Ze had eerst de missie Dante te vermoorden, maar kon hem niet uitschakelen toen het erop aankwam. Ze heeft een grimmig verleden dat zelfs voor haar nog vele geheimen kent. Weinig mensen begrijpen de ware Zhalia Moon. De verscheidenheid van rollen die ze heeft gespeeld in het leven van de mensen rondom haar is groot: wees, dochter, protegé, operatief, spion, moordenaar, schurk, held, en vriend. Aangenomen als jong meisje door de Organisatiewetenschapper Klaus, werd ze opgevoed in het gezelschap van kwaadaardige mannen. Verleid door macht en verleid door een behoefte erbij te horen, werd Zhalia Moon een toegewijd Organisatieagent gespecialiseerd in de kunst van spionage en moorden plegen. Zhalia kweekte gevoelens voor Dante die haar het gevoel gaf dat ze ergens thuis hoorde, en dat is dan ook de reden waarom ze Klaus verraadde en niet Dante (ze versteent Klaus met King Basilisk in aflevering 17). Zhalia blijkt te beschikken over duistere krachten, net als Rassimov. In aflevering 25 gebruikt zij Slaapvloek (Engels: Darksleep) om haar tegenstander uit te schakelen. Zhalia werd geboren in Nederland en woont in Rotterdam, maar is op haar tiende door Klaus meegenomen naar Oostenrijk (Wenen). Haar titans zijn Gareon, King Basilisk, Hoplite, Strix, Kilthane, en Gar-Ghoul (deze was eerst van DeFoe, maar ze stal hem na aflevering 10).
- Cherit is een titan die in tegenstellingen tot de meeste andere titans niet in een amulet zit, en de mogelijkheid heeft te praten. Hij vergezelt het team, omdat hij veel weet over de titans en de Seekers. Hij houdt ervan zijn kennis te tonen. Hij leeft al sinds het begin der titanen en zelfs voor hem zijn er nog dingen die hij niet snapt, zoals de menselijke geschiedenis en zelfs vrouwen, wat blijkt in aflevering 5. Het blijkt dat hij door zijn ouderdom vele dingen is vergeten.
- De Professor/Simon Judeau is de leider van de Organisatie, die ook achter de titans aanzit en de grootste rivaal is van het Huntik Instituut. Hij laat zich door niets of niemand van zijn doel afhouden, en maakt volop gebruik van angst, intimidatie en misleiding. Hij heeft de titan Eraknose waarmee hij zijn "Suits" onder controle houd. Zijn verleden lijkt te zijn verbonden met Lok's vader en Metz. Zijn titans zijn Araknos, Trap Feaster, Dominator, Nordrake, Boldor, Goblin, Brownie en Overlos.
- De Suits zijn leden van de Organisatie. Ze worden zo genoemd vanwege de pakken die ze altijd dragen (op speciale agenten na dan). Ze knappen voor de Organisatie het vuile werk op. Allemaal hebben ze minimaal 1 titan, meestal Redcap of Mindrone. Sterkere Suits dragen meerdere titans, zoals Enforcer, Sekhmet, Bonelasher, Terrapede, Jokoul, Impet, Ammit Heart Eater, Strix, Dark Pharaoh, Nighlurker en Kreutalk (na de dood van DeFoe).
- DeFoe is een operatief van de Organisatie. Hij is egoïstisch en vastbesloten om Dante te verslaan. Als hij blijft falen laat de Professor hem opruimen (door zijn handlanger Grier). DeFoe beschikt over een soort zuur dat overal doorheen brand en dreigt Lok blind te maken in aflevering 9. Zijn titans zijn o.a. Kreutalk, Gar-Ghoul, Redcap en Mindrone.
- Grier is de rechterhand van DeFoe (later Operatief geworden na opslag). Hij houdt van orde, en blijkt, ook al werkt hij voor de Organisatie, toch niet zo slecht te zijn. Hij werd lid van de Organisatie om orde in de wereld te brengen, en op een dag terug te kunnen keren naar het Griekse eiland Sutos, waar zijn vader ooit koning was. Dit doet hij uiteindelijk ook en brengt daar vrede. Als Defoe uit de weg moet worden gewerkt, doet Grier dit om opslag te krijgen. Zijn titans zijn o.a Breaker, Megataur, Mindrone en Jokoul.
- Organisatie Operatief (naamloos) leidde The Guardians of Thor bij aflevering 8. Hij is slecht en beschikt over de titans Jokoul en Redcap en samen met de Wachters opgeroepen Ymir.
- Klaus is een slechte, enge wetenschapper en Operatief van de Organisatie. Hij was degene die Zhalia vond als straatmeisje en haar leerde om een Seeker te zijn. Uiteindelijk was zij het die hem met King Basilisk versteende. Hij is een hoge pief in de Organisatie en krijgt zijn opdrachten van de top. Zhalia keek altijd naar hem op en zag hem als haar vader, tot hij dreigde Dante te vermoorden. Zijn titans zijn Brahe, Enforcer, Strix, Ammit Heart Eater en Nighlucker.
- Vrouwelijke Organisatie Operatief (naamloos) leidde een aantal onderzoekers van de organisatie bij aflevering 18. Lok en Dante dachten eerst dat het onderzoekers van de Huntik Foundation waren. Ze beschikt over de titans Impet en Mindrone.
- Rassimov is de rechterhand van de Professor en is de leider van de Blood Spirals. Hij komt uit een familie die al tijden op slechte voet leeft met de familie Casterwill. Hij gebruikt het team om de Organisatie uit de weg te ruimen zodat hij zijn snode plannen voor de Blood Spirals kan uitvoeren. Hij is de nieuwe vijand in seizoen 2 en beschikt over duistere krachten. De professor weet niets van de Blood Spiral Order. Zijn titans zijn Anubian, Kopesh, Arch Warder, Ammit Heart Eater, Black Scarabese, Gold Scarabese, Terrapede, Crowlitt, Sehkmet en Thorment.
- Scarlet (rond de 19) is een Ierse Foundation-agent, zonder titans. Tot ze zich verbindt met Gybolg in aflevering 13. Ze was een vroeger kindermeisje van Lok, die toentertijd een oogje op haar had. Ze is erg knap en doordat ze goed bij de jongens in de smaak valt (ook bij Dante en Lok) vinden Sophie en Zhalia haar niet erg leuk. Haar titan is Gybolg en Furbolg.
- Metz is de leider van de Huntik Foundation, die vroeger een team vormde met Eathon Lambert (Lok's vader) en Simon Judeau (die spoorloos verdween en later terugkwam als de Professor). De man was getrouwd met de koningin van de amazones en zijn dochter (nu de koningin) is Hypolita, die niets van haar vader af wist. Dante is daarna onder zijn hoede gekomen. Nadat hij werd geïnfecteerd met de vloek van de legendarische titans, werd hij doodziek, een vloek die niet meer verbroken kon worden. Zijn titans zijn Ariel en Solwing.
- Guggenheim is de Europese leider van de Huntik Foundation. Aangezien Metz niet meer volledig leiding kan geven, heeft deze de Foundation verschillende leiders gegeven over verschillende werelddelen, waaronder Guggenheim als leider van Europa, wat hem bijna de meeste macht geeft. Guggenheim is een Zwitserse man die ook echt afstamt van Meyer Guggenheim. Hij beschikt over de titan Bulregard.
- Addo is een Afrikaanse reisgids en een oude vriend van Zhalia. Hij was haar gids in haar tijd bij de Organisatie. Hij is geen Seeker.
- Eathon Lambert is de vader van Lok. Hij verdween 10 jaar geleden. Hij was archeoloog buiten het Foundation werk om. Hij was ook een oude vriend en teamgenoot van Metz, de leerling van Simon Judeau. Hij beschikt over de titans Dendras, Jirwolf, Kipperin, Baselaird, Fohrgat en Truthom.
- Sandra Lambert is Lok's moeder en een oude Huntik Foundation agente. Sandra's titans zijn Lunar en Solar. De rest van haar titans heeft ze aan het Instituut afgegeven, toen ze voor het moederschap koos.
- Cathy Lambert is Lok's grote zus. Zij weet helemaal niets van alle titans en magie.
- Monteheu is een nummer 2 Huntik Foundation agent. Hij is nogal jaloers op Dante en met zijn hulpje en leerling Tersly blijft hij Dante maar volgen om hem te "redden". Hij is een sterke kerel met een enorm ego. Dante en hij ontmoetten elkaar op een missie, waarbij Dante het artefact vond en hem een titan (Tolivane) in de zak schoof. Sindsdien zijn het rivalen op her werk en vrienden buiten dat. Hij heeft altijd twee bijlen bij zich. Zijn titans zijn Fenris, Graughtion Duvlet en Tolivane.
- Tersly is de jonge en nogal angstige leerling van Monteheu. Hij heeft een super slechte timing als het om romantische momenten gaat. Dat merken Lok en Sophie in aflevering 23 (To be together). Hij beschikt over de titans Venadek en Red Searcher.
- Wind is een lid van de Blood Spirals, en een broeder van Rassimov. Hij praat niet en is erg sterk. Hij beschikt over de titan Shakrit. In seizoen 2 heeft hij zeker meerdere titanen.
- Shauna is een ander lid van de Blood Spiral Order en een zuster van Rassimov en Wind. Ze is een nogal snel aangebrande en boze vrouw met sterke krachten. Ze doet al het praatwerk voor Wind. Ze beschikt over the titans Ash en Dervish. In seizoen 2 heeft ze zeker meerdere titanen.

## Nederlandse stemmen

### Hoofdpersonages
- Lok Lambert - Trevor Reekers
- Dante Vale - Huub Dikstaal
- Sophie Casterwill - Donna Vrijhof
- Zhalia Moon - Niki Romijn
- Cherit -  Florus van Rooijen

### Bijpersonages
- De Professor - Victor van Swaay
- Rassimov - Lucas Dietens
- DeFoe - Wiebe-Pier Cnossen
- Grier - Leo Richardson
- Klaus - Louis van Beek (Seizoen 1) / Huub Dikstaal (Seizoen 2)
- De Verrader - Frans Limburg
- Wilder - Paul Disbergen
- Stack - Reinder van der Naalt
- Hoffman - Hans Hoekman
- Shauna - Melise de Winter (Seizoen 1) / Meghna Kumar (Seizoen 2)
- Peter - Jeremy Baker
- Guggenheim - Simon Zwiers
- Metz - Rob van de Meeberg (Seizoen 1) / Fred Meijer (Seizoen 2)
- Montehue - Victor van Swaay
- Tersley - Sander van der Poel
- LeBlanche - Rob van de Meeberg
- Santiago - Florus van Rooijen
- Eathon Lambert - Ruud Drupsteen
- Sandra Lambert - Edna Kalb
- Cathy Lambert - Melise de Winter
- Scarlett - Lottie Hellingman
- Harrison - Marijn Klaver

### Overige stemmen
- Melise de Winter
- Jann Cnossen
- Lottie Hellingman
- Sander van der Poel
- Stan Limburg
- Fred Meijer
- Edna Kalb
- Meghna Kumar
- Rob van de Meeberg
- Jeroen van Wijngaarden
- Just Meijer

De Fred Butter Soundstudio heeft gezorgd voor de Nederlandse nasynchronisatie.

## Kaartspel
Upper Deck werkt aan een Huntik ruilkaartspel dat in 2009 op de markt zal komen.